# 大衛·李登頓
爵士，KCB，CBE（1956年6月30日—），英国政治人物、保守黨黨員。自1992年至2019年，他擔任艾爾斯伯里選區選出的英國下議院議員。
2010年到2018年，他任大衛·卡麥隆政府外交部歐洲副大臣，文翠珊內閣樞密院議長兼下議院領袖，司法大臣兼大法官等职，也曾任影子北愛爾蘭事務大臣，影子環境、食物及鄉郊事務大臣，外交大臣特别顾问，内政大臣特别顾问等职。
2010年獲委任為樞密院顧問官，2011年宣誓就職。2019年，不再競逐連任國會議員，由文翠珊推薦授勳，獲頒巴斯爵級司令勳章，持爵士名銜。

## 早年经历
李達德受教育于赫特福德郡与大伦敦接壤的埃尔斯特里阿斯克男校，后入剑桥大学悉尼·萨塞克斯学院研習历史学，1988年以题为《伊丽莎白一世1558-1576年间财务法院刑事成文法的强制执行》获历歷史博士學位。在劍橋时，他还是剑桥大学保守协会主席和剑桥大学学生会副主席。
李達德曾在两家能源企业英国石油公司和力拓集团工作过，1987年成为内政大臣道格拉斯·赫德的特别顾问。1989年赫德转任外交大臣，李達德随之赴任。
1987年李達德曾出马参选大伦敦泰晤士河南岸的沃克斯霍尔选区未克。

## 私人生活
李達德与其妻海伦育有四子。他曾为公理会信徒，但现在为英国国教徒。1979年他作为队长带领剑桥大学悉尼·萨塞克斯学院队获《大学挑战赛》系列比赛的冠军。2002年该队又赢得该节目举办开播40周年纪念“总冠军”系列比赛。

## 外部連結
- 大衛·李登頓議員官方網站

| 大不列颠及北爱尔兰联合王国国会 | 大不列颠及北爱尔兰联合王国国会              | 大不列颠及北爱尔兰联合王国国会              |
| ------------------------------ | ------------------------------------------- | ------------------------------------------- |
| 前任者： 蒂莫西·雷森           | 英國下議院艾爾斯伯里議員 1992年－           | 現任                                        |
| 官衔                           |                                             |                                             |
| 前任者： 彼得·艾斯瓦斯         | 影子環境、食物及鄉郊事務大臣 2002年－2003年 | 繼任者： 卡洛琳·斯佩爾曼 為影子內閣環境大臣 |
| 前任者： 昆廷·戴維斯           | 影子北愛爾蘭事務大臣 2003年－2007年         | 繼任者： 彭德森                             |
| 前任者： 克里斯·布萊恩特       | 外交部歐洲副大臣 2010年－2016年             | 繼任者： 阿蘭·鄧肯                          |
| 前任者： 紀嘉林                | 下議院領袖 2016年－2017年                   | 繼任者： 利雅華                             |
| 前任者： 紀嘉林                | 樞密院議長 2016年－2017年                   | 繼任者： 利雅華                             |
| 前任者： 卓慧思                | 司法大臣兼大法官 2017年－2018年             | 繼任者： 戴维·高克                          |
| 前任者： 达米安·格林           | 内阁办公厅大臣 2018年－2019年               | 繼任者： 迈克尔·戈夫                        |
| 前任者： 帕特里克·麦克洛林     | 兰开斯特公爵领地总裁 2018年－2019年         | 繼任者： 迈克尔·戈夫                        |